# Broughton Peaks
Broughton Peaks är bergstoppar i Kanada.   De ligger i Regional District of Alberni-Clayoquot och provinsen British Columbia, i den sydvästra delen av landet, 3 700 km väster om huvudstaden Ottawa.